# Ptilinopus chalcurus
Ptilinopus chalcurus là một loài chim trong họ Columbidae.